# Red Sparowes
A Red Sparowes amerikai post-rock/post-metal/instrumentális rock együttes. 2003-ban alakultak Los Angelesben. A zenekart az Isis, Marriages, The Nocturnes, Halifax Pier, Angel Hair és Pleasures Forever zenekarok tagjai alapították. Zenéjüket a komor hangulat jellemzi. A legtöbb post-metal/post-rock zenekarhoz hasonlóan ez a csapat is nagyrészt hosszú időtartamú dalokat játszik. Nevük a "red sparrows" elírása. Lemezeiket a Sargent House, Neurot Recordings, Robotic Empire kiadók jelentetik meg.

## Tagok
- Bryant Clifford Meyer - gitár
- Andy Arahood - gitár, basszusgitár
- Greg Burns - basszusgitár
- David Clifford - dobok
- Emma Ruth Rundle - gitár

Korábbi tagok
- Josh Graham - gitár
- Jeff Caxide - gitár,  basszusgitár
- Dana Berkowitz - dobok
- Brendan Tobin - gitár

## Diszkográfia
- At the Soundless Dawn - nagylemez, 2005
- Every Red Heart Shines Toward the Red Sun - nagylemez, 2006
- The Fear is Excruciating, but Therein Lies the Answer - nagylemez, 2010